# 이승현 (1990년)
이승현(1990년 3월 20일 ~ )은 대한민국의 가수, 보이 그룹 엠파이어의 전멤버이자 포커즈의 멤버이다.